# 郝明義
郝明義（英語：Rex How，1956年3月30日—，筆名馬利），為臺灣出版業工作者，現任大塊文化董事長。2022年榮獲第13屆金漫獎特別貢獻獎。

## 學經歷
郝明義是1956年在韓國釜山市出生的華僑，籍貫山東省牟平縣。1962年就讀釜山華僑小學，1974年來臺就讀國立臺灣大學商學系國際貿易組。1978年大學畢業後，進入他從小就排斥的出版業工作。
於1978年進入出版業的工作，先後於長橋出版社擔任特約編輯、編輯、編輯主任等職務，後來擔任《2001雜誌》總編輯，再擔任《生產力雜誌》總編輯。隨後進入中國時報集團，1988年就任時報文化出版公司總經理，直到1996年離職。他在這八年任內創造了許多紀錄，令人耳熟能詳的書籍有：
- 《大師名作坊》系列：引介米蘭·昆德拉、村上春樹、伊塔羅·卡爾維諾等大師級作家的文學作品入臺。
- 《Next》系列：《EQ》一書創下銷售量70萬冊以上之紀錄。
- 《腦筋急轉彎》系列：創下6百萬冊之銷售紀錄。
- 《紅小說》系列

他1989年發起籌組出版社代表團，遠赴德國法蘭克福書展參展，並於1996年承辦台北國際書展時擴大該展覽之規模。
在漫畫相關書籍方面，1989年創辦《星期漫畫週刊》，並以筆名馬利擔任編劇，與國際知名漫畫家鄭問合作《阿鼻劍》漫畫；2008年開始在個人網站連載《阿鼻劍前傳》小說。此外，時報文化在他任內也引進大量日本漫畫，包括《手塚治虫全集》；以及首開「圖像閱讀」風氣的法國加利瑪口袋百科全書《發現之旅》系列。
郝明義離開時報文化後，1996年創辦大塊文化公司，同時於1997年擔任臺灣商務印書館的總經理兼總編輯。大塊文化出版的《潛水鐘與蝴蝶》、《最後14堂星期二的課》等書，分別創下20萬冊與60萬冊的銷售紀錄。2000年起該公司陸續出版畫家幾米的《我的心中每天開出一朵花》、《地下鐵》、《照相本子》的繪本。2001年創設「Net and Books網路與書」網站。
2003年12月8日，他在中國時報刊登一封公開信，讓臺灣出版界、行政院新聞局正視台北國際書展的重要性；翌年創設財團法人台北書展基金會，由他擔任該基金會董事長，並於2005至2007年連續三屆接辦台北國際書展。
2008年，馬英九總統聘為國策顧問。
2013年7月31日，因反對《海峽兩岸服務貿易協議》，宣布辭去國策顧問一職。
2022年榮獲第13屆金漫獎特別貢獻獎。

## 政治主張
郝明義曾經撰文樂觀看待ECFA（認為只要方法正確，ECFA會有好處），可是當ECFA談判到開放印刷業後，則反對，認為這是臺灣單方面的開放、會造成臺灣出版業的浩劫（中國大陸是出版、印刷、發行、零售四業整合，因此開放印刷業也會對出版業造成衝擊，更何況中國大陸言論自由遠遜臺灣，台灣出版社並不會因為開放而獲得進軍中國大陸市場的優勢，但卻很可能破壞台灣的言論自由）。而類似的言論在馬政府推銷ECFA時，就已經被反對者指出；而之前因ECFA而受害的許多台灣產業，其受害模式也與出版業類似。
2013年6月21日，公開發表文章反對中華民國簽署《海峽兩岸服務貿易協議》，他指出馬政府「太過輕忽兩岸事務的敏感、黑箱作業卻自以為是、對中國(中國大陸 )的無知與愚痴、傲慢地忽視產業需求、對台灣本土中小企業欠缺憐憫」，所以從《海峽兩岸服務貿易協議》引發的風波，可以「清楚看出我們政府現在在兩岸政策上種種混亂與不當的決策和作為」。

### 反對服貿
2013年7月31日，因反對《海峽兩岸服務貿易協議》，宣布辭去國策顧問一職，並發表給馬英九的公開信長文

## 荣誉

### 外国勋章奖章
- 意大利之星骑士勋章（義大利語：Ordine della Stella d'Italia）（意大利，2020年12月9日公布[9]）

### 金漫獎
- 特別貢獻獎

## 內部連結
- 星期漫畫
- High漫畫月刊
- 台北書展基金會

## 外部連結
- （中文）郝明義的作品（官網） （页面存档备份，存于）
- （中文）阿鼻劍abisword
- （中文）網路與書 （页面存档备份，存于）
- （中文）ucareicare （页面存档备份，存于）